# Wietmarschen
Wietmarschen – gmina samodzielna (niem. Einheitsgemeinde) w Niemczech, w kraju związkowym Dolna Saksonia, w powiecie Grafschaft Bentheim.